# Essingeleden
L'Essingeleden est une autoroute urbaine entre Solna et Västberga en Suède,.

## Présentation
L'Essingeleden est une autoroute urbaine d'environ huit kilomètres de long reliant Solna et Västberga. L'autoroute longe la partie ouest du centre-ville de Stockholm et traverse une partie de Solna. Son premier tronçon a été ouvert à la circulation le 21 août 1966.
L'autoroute fait partie des routes européennes E4 et E20 et constitue le tronçon de route le plus fréquenté de Suède.
Essingeleden commence à sa jonction avec Södra Länken et traverse un certain nombre d'îles du côté ouest du centre-ville de Stockholm. 
La distance jusqu'à Gamla Stan est d'environ 3 kilomètres et l'autoroute forme plus ou moins la frontière entre le noyau urbain et les zones résidentielles en dehors du centre. 
L'autoroute relie les zones résidentielles et les îles via divers viaducs et ponts. 
Les sorties sont en moyenne espacées d'environ 1 kilomètre. Depuis Essingeleden, trois itinéraires mènent au centre. L'autoroute se termine du côté nord du centre à une intersection avec Norra länken. En raison de la nature continue de la partie ouest de Norra länken jusqu'à l'E4 en direction d'Uppsala, cette partie est souvent considérée comme faisant partie d'Essingeleden.

## Tracé
L'Essingeleden part de la sortie de Pampa dans la commune de Solna, traverse Kungsholmen (après Stadshagen, Lindhagen, Kristineberg et Fredhäll) et les îles de Lilla Essingen et Stora Essingen, jusqu'aux ponts et viaducs de Gröndal, Aspudden et Liljeholmen et jusqu'à sortie  de Nyboda à Västberga. 
Au nord, l'Essingeleden est prolongée respectivement par Norra länken et au sud par Södra länken et Södertäljevägen. 
L'Essingeleden traverse les ponts suivants : Midsommarkransens viadukt (340 m), Hägerstensviadukten (330 m), Nybohovsbron (sur l'Essingeleden) (80 m), Blommensbergsviadukten, (300 m), Gröndalsviadukten (300 m), Gröndalsbron (460 m), Essingebron (470 m), Fredhällsbron (270 m), Karlbergsbron (510 m), et un tunnel, le Fredhällstunneln, l'un des plus fréquentés d'Europe. 

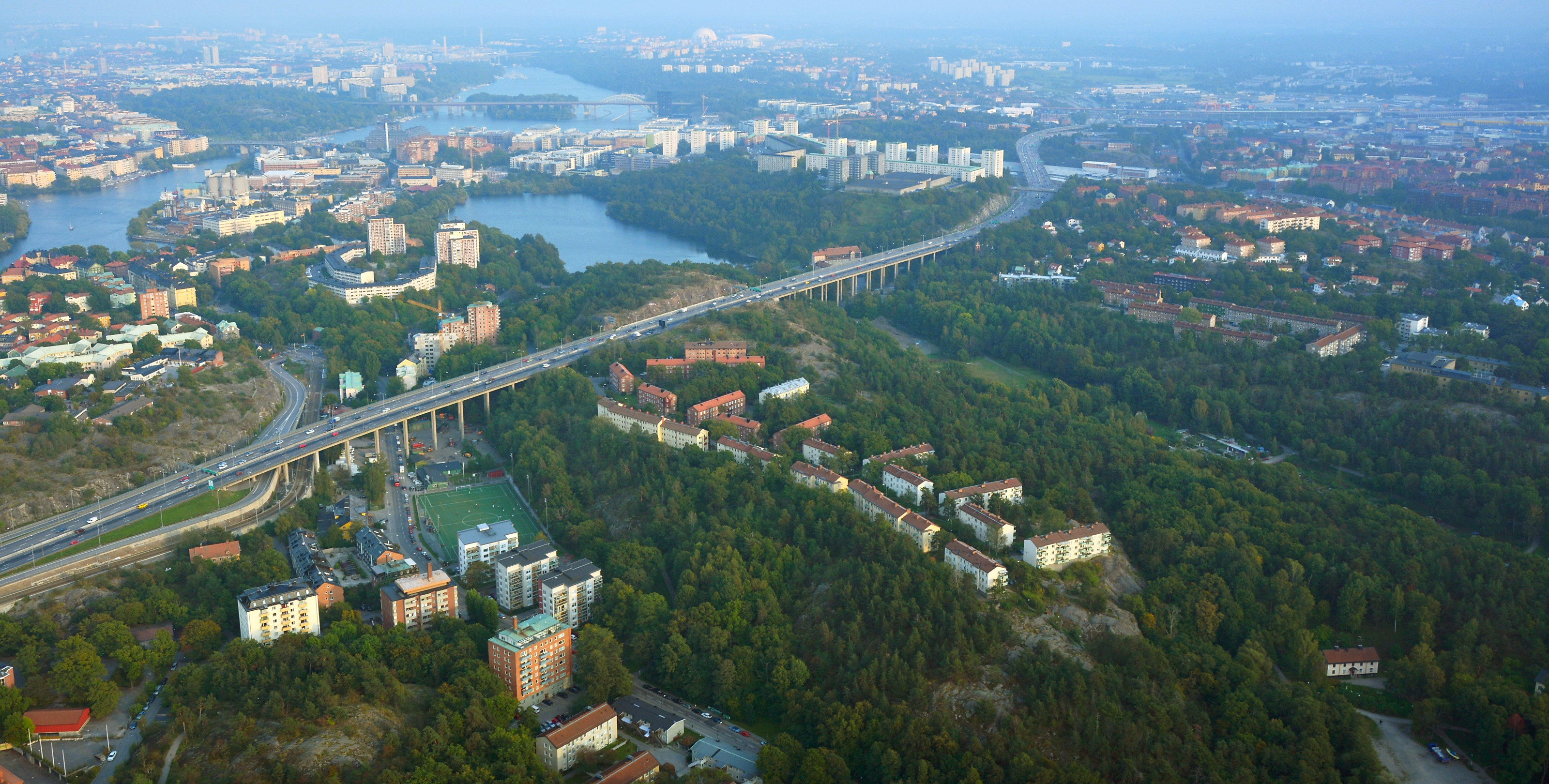
Photo aérienne de la partie sud d'Essingeleden, vue vers le sud avec le viaduc de Gröndal.

## Galerie

Essingeleden nord
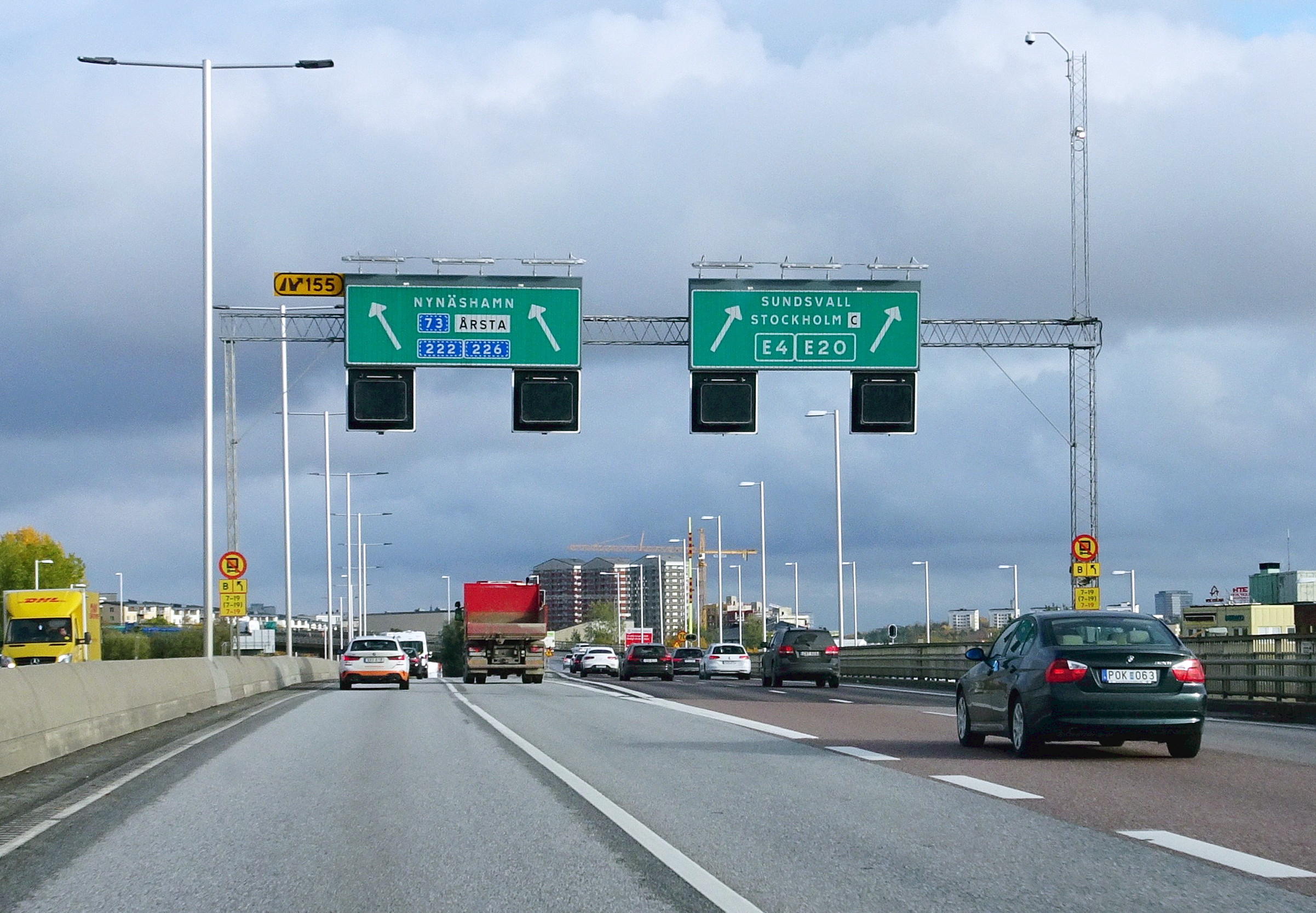
Sortie de Nyboda.
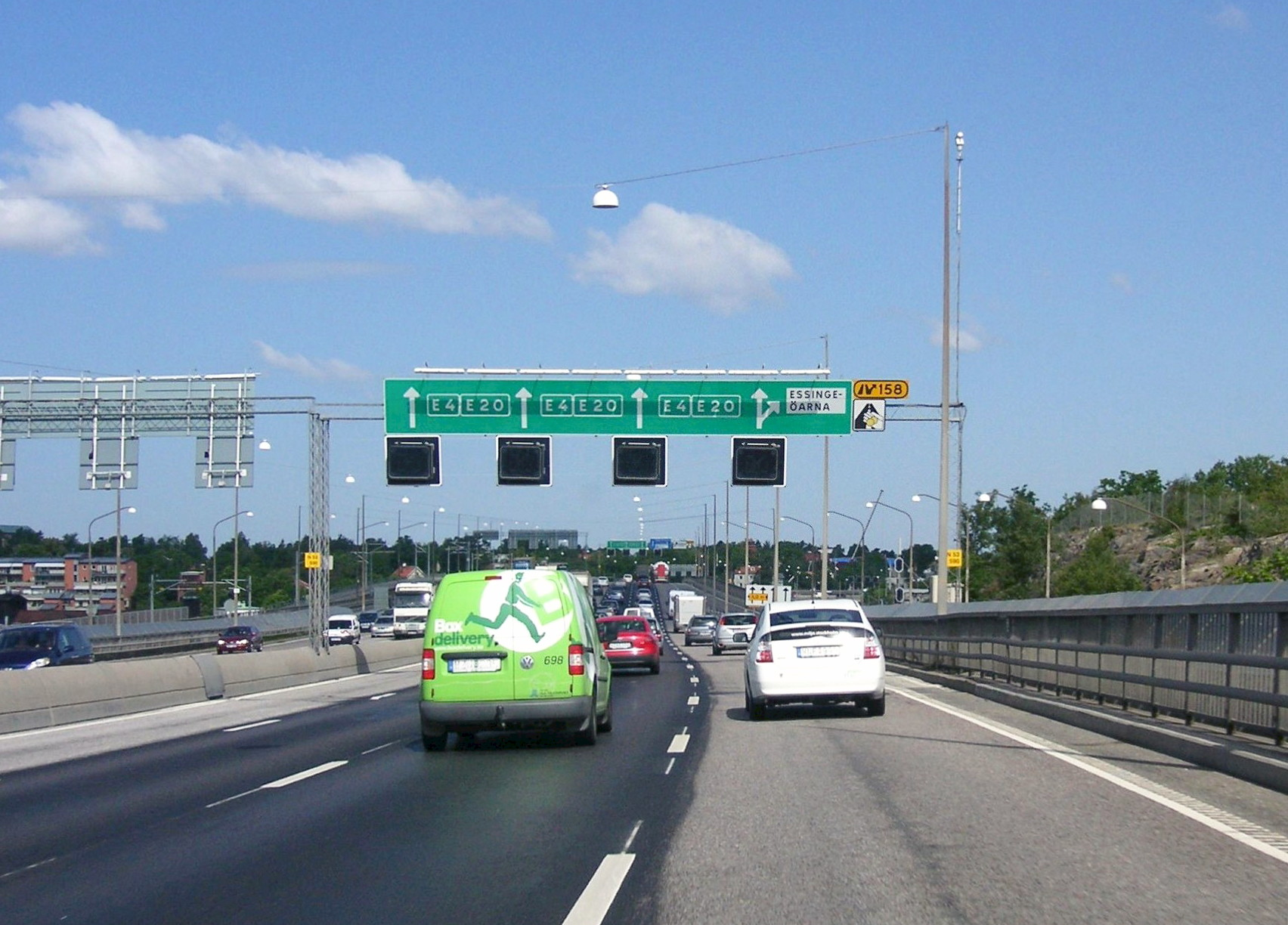
Sortie de Stora Essingen.
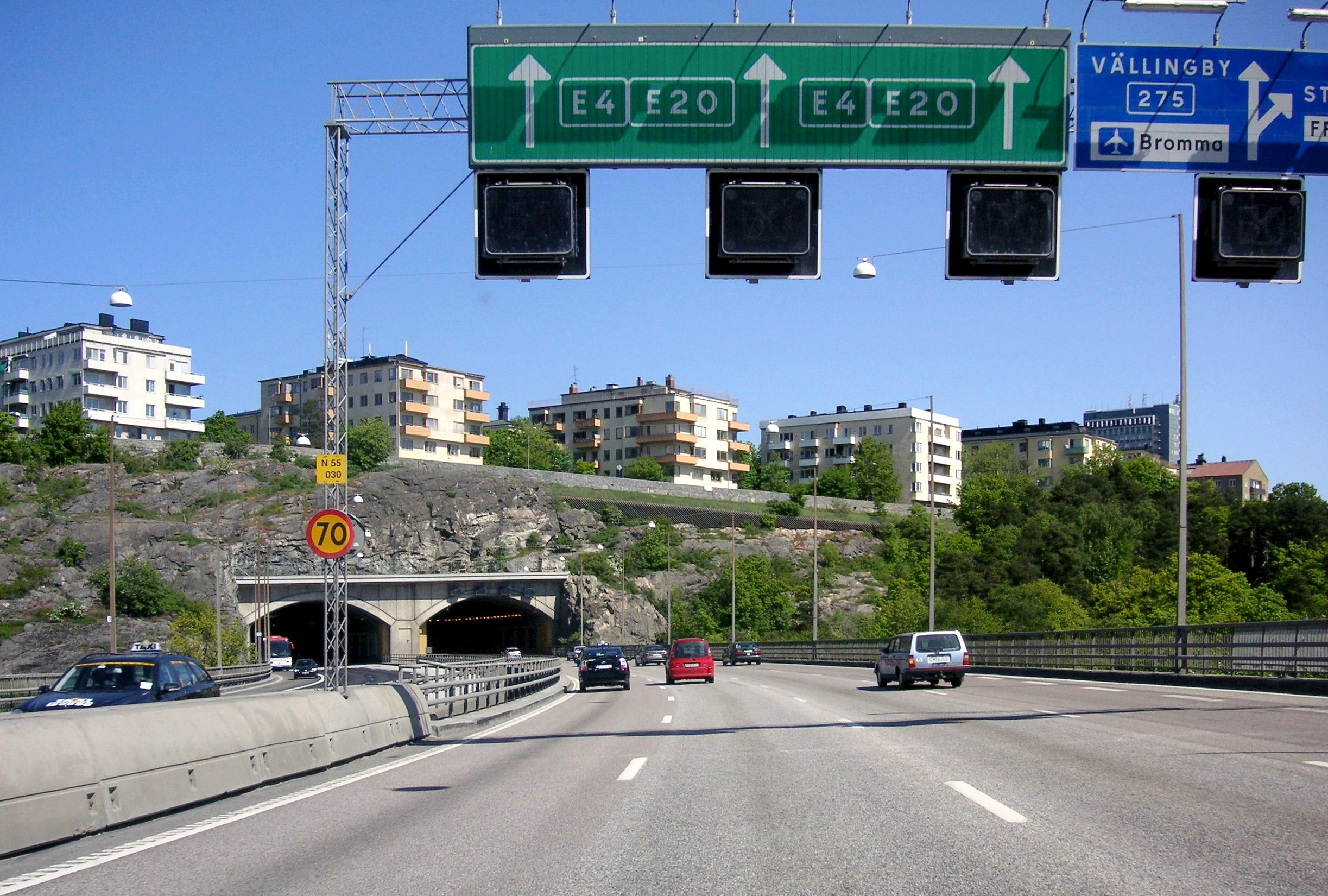
Pont Fredhällsbron et tunnel Fredhällstunneln.
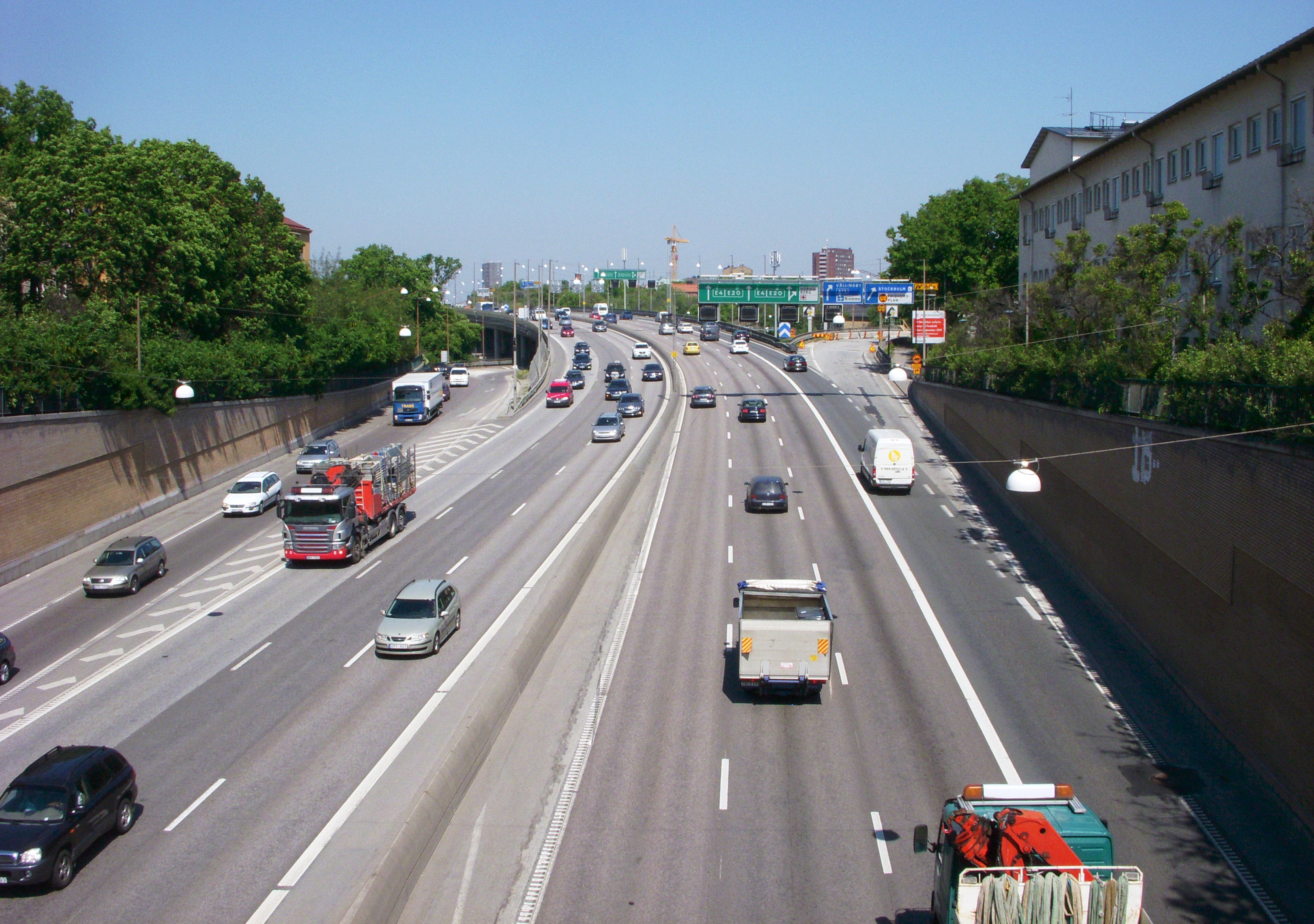
Sortie de Fredhäll.
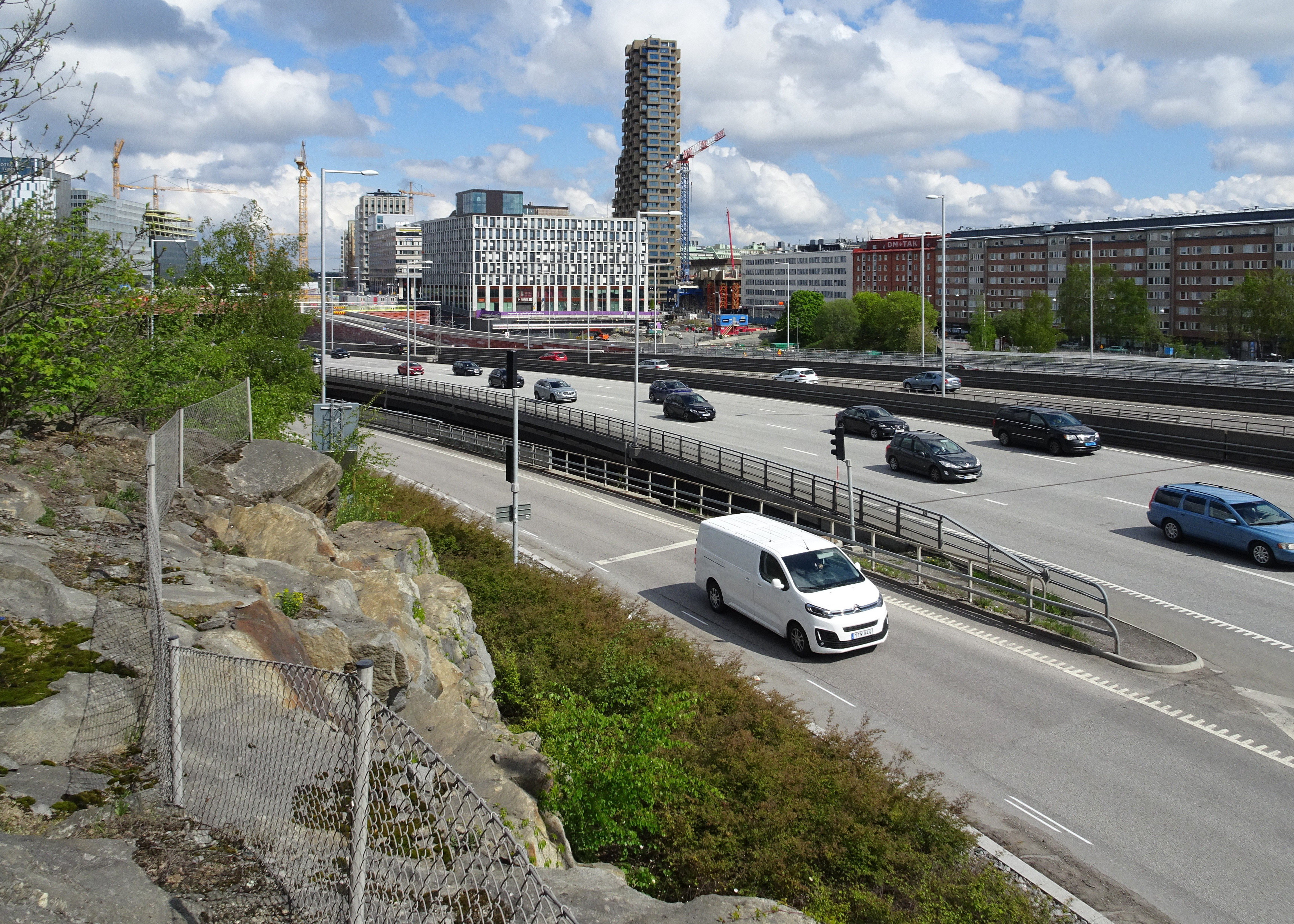
Sortie de Karlberg.

Essingeleden sud
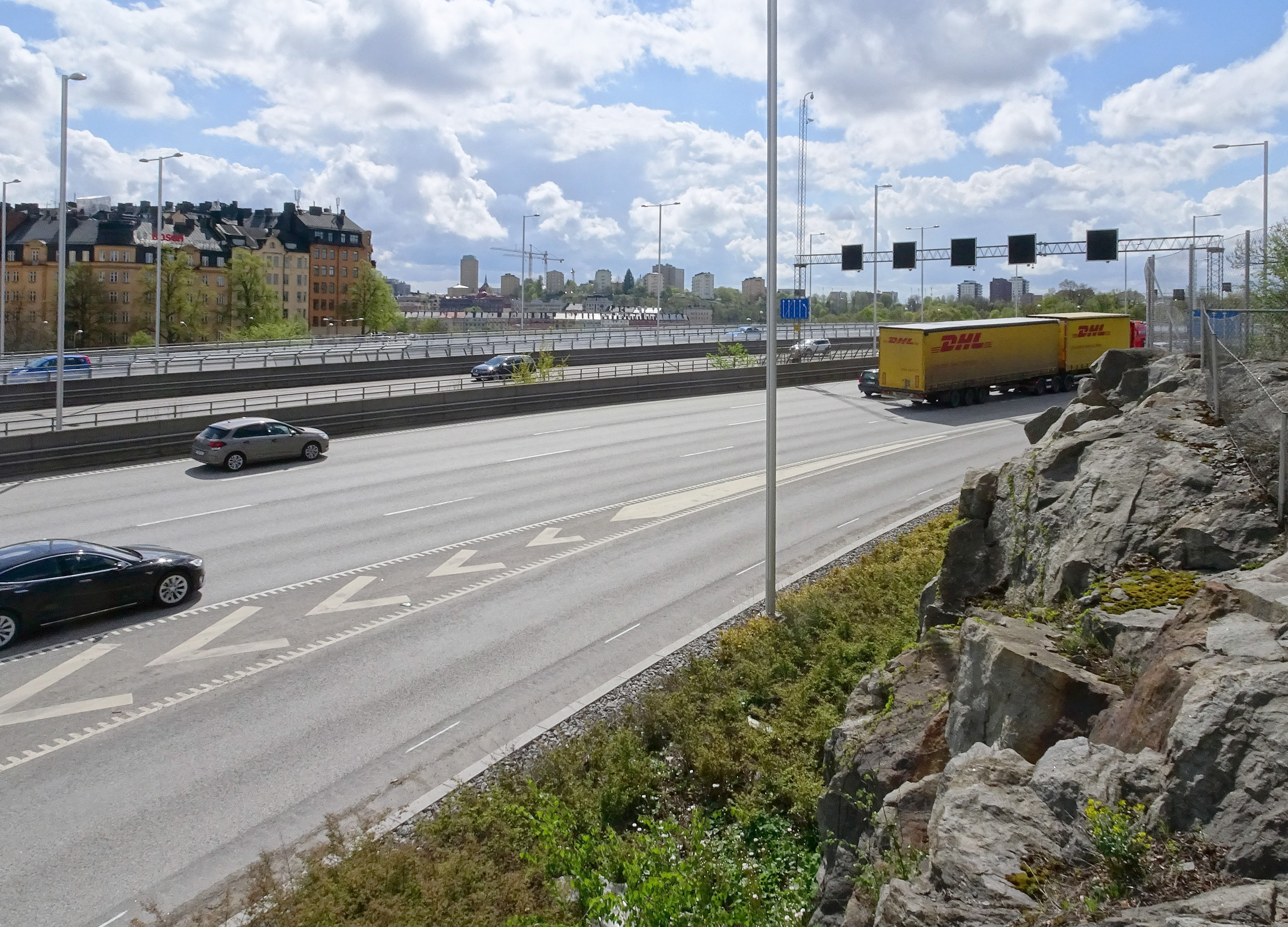
Sortie de Karlberg.
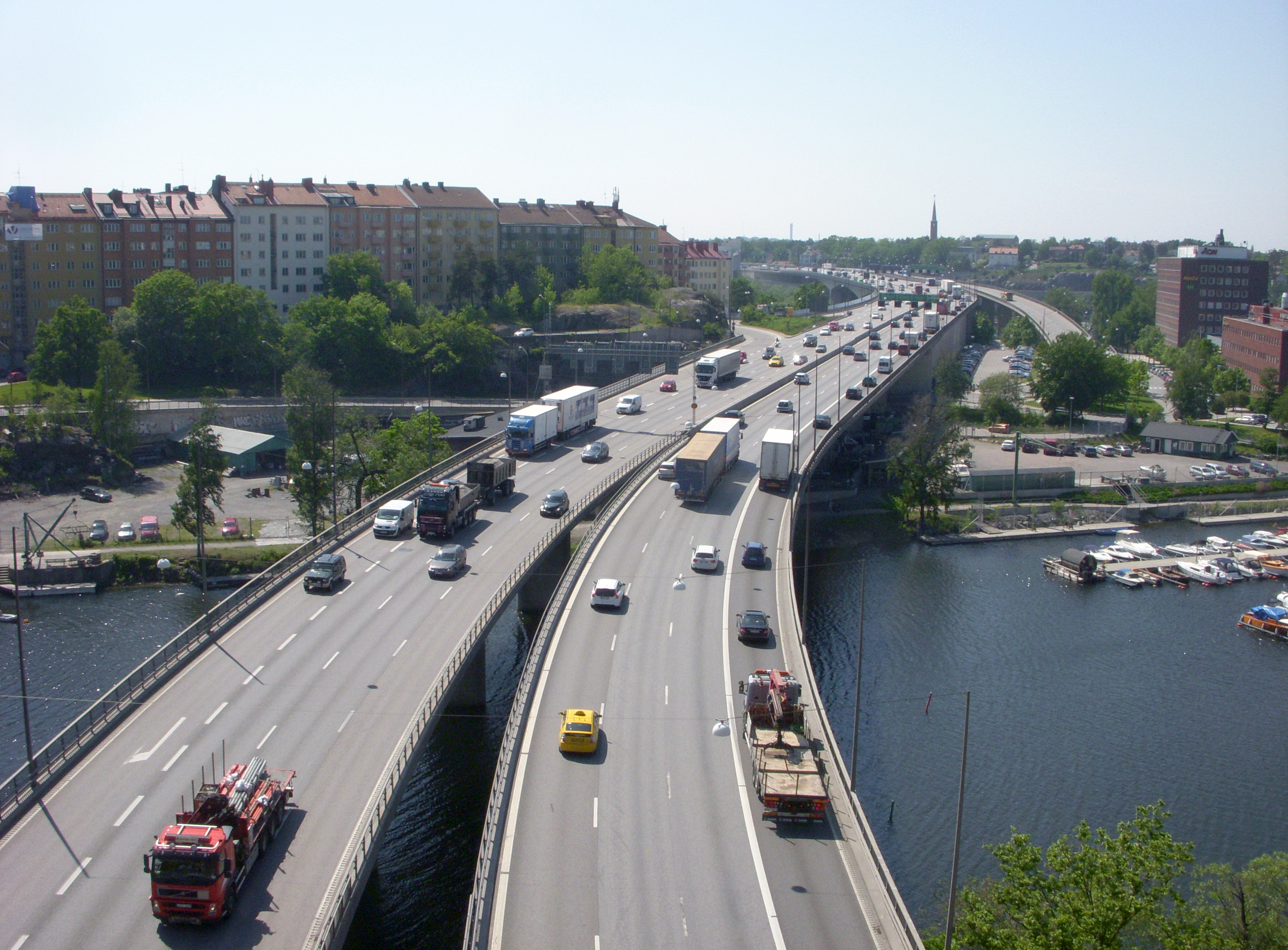
Pont Fredhällsbron.
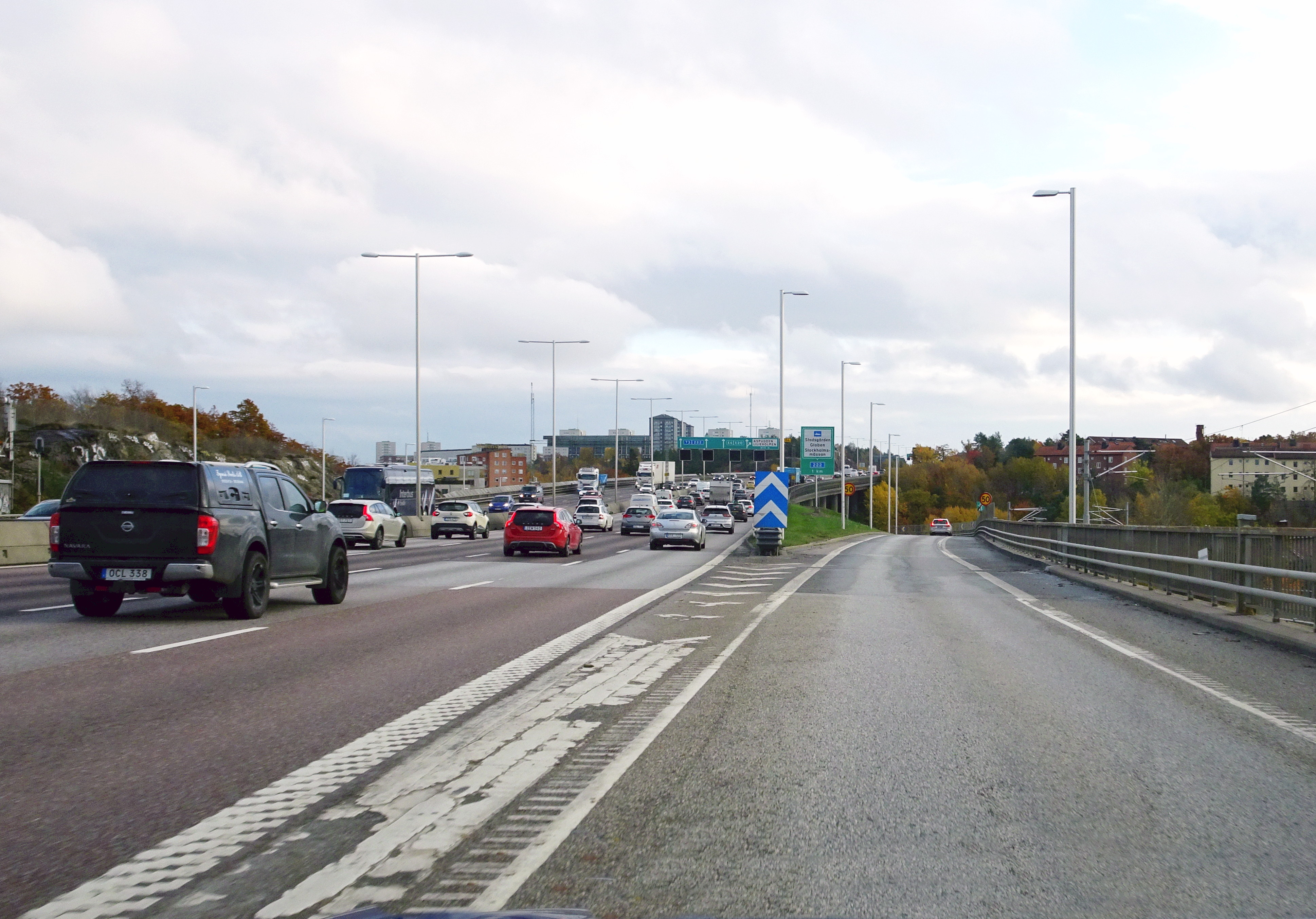
Sortie de Gröndal.
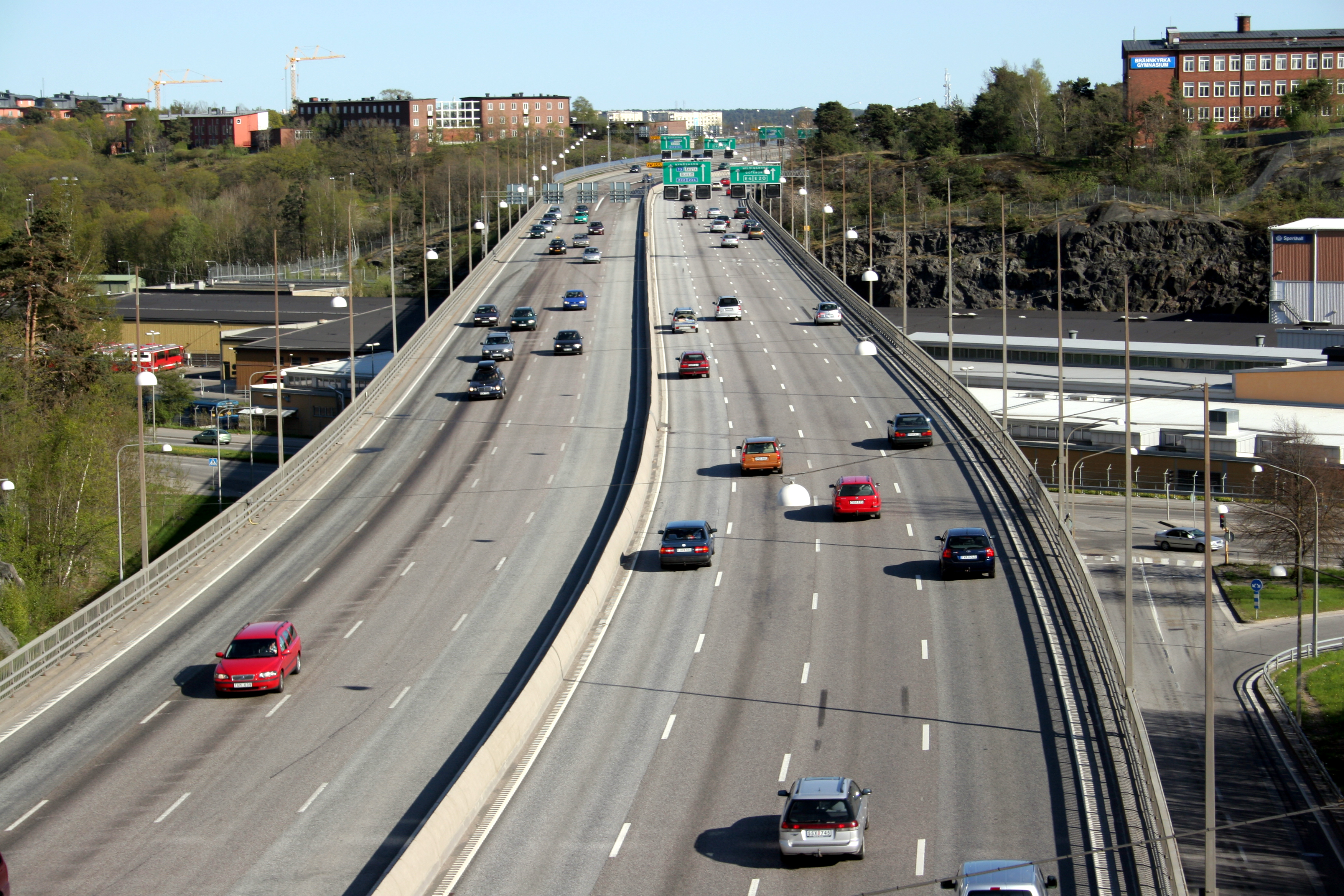
Sortie de Nybohov et viaduc Hägerstensviadukten.
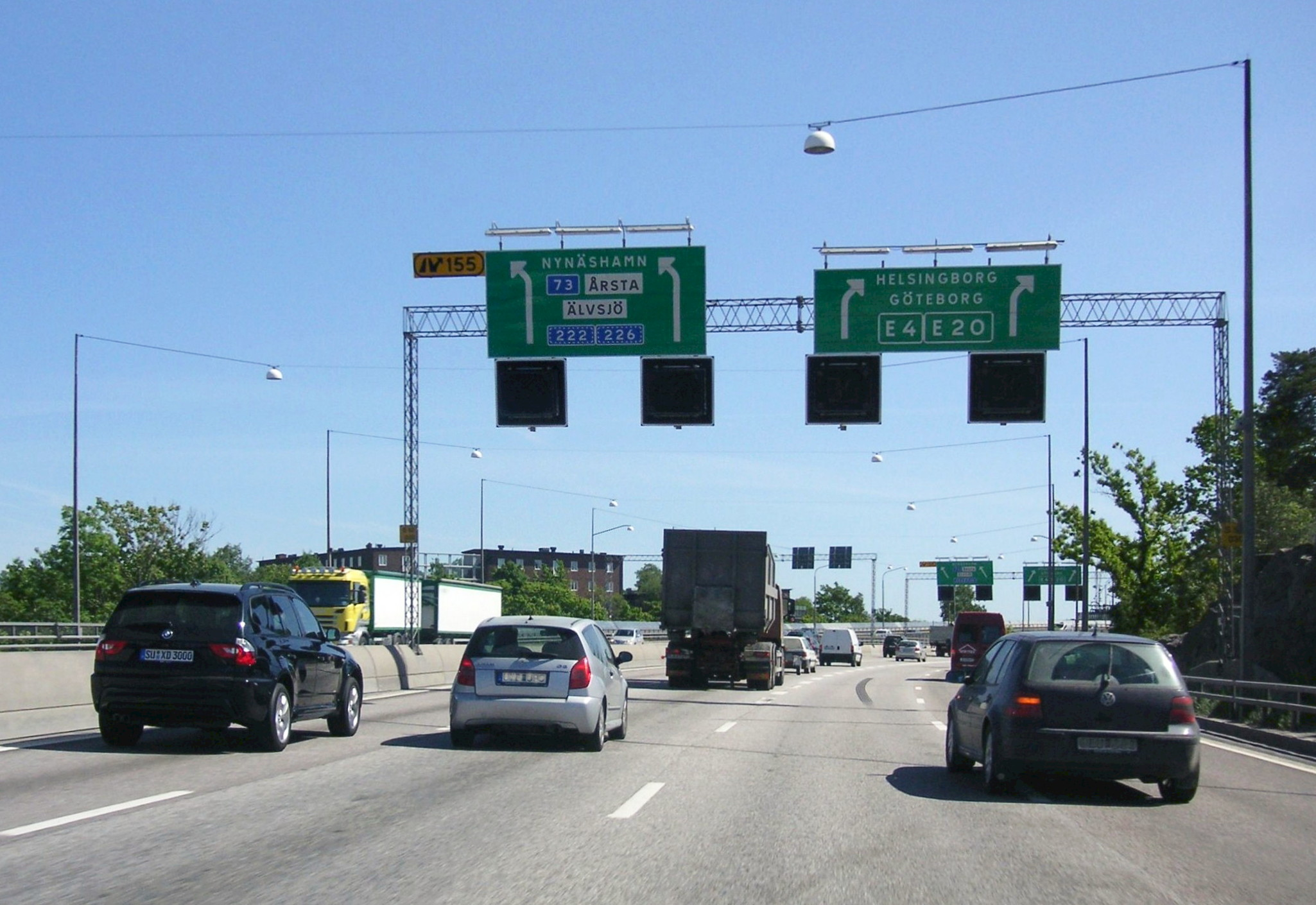
Sortie de Nyboda.